# Prowincja Phuket
Phuket (taj. ภูเก็ต) – jedna z prowincji (changwat) Tajlandii. Znajduje się na największej wyspie Tajlandii o tej samej nazwie, położonej na Morzu Andamańskim przy zachodnim wybrzeżu Półwyspu Malajskiego.